# 5 Times Square
5 Times Square, auch Ernst & Young Tower, ist ein Wolkenkratzer in Manhattan in New York City, Vereinigte Staaten. Im 2002 fertiggestellten Büroturm befand sich bis 2022 der US-amerikanische Hauptsitz der britischen Wirtschaftsprüfungsgesellschaft Ernst & Young (EY). Ab Ende 2025 wird das Bürogebäude zu einem Wohngebäude umgewandelt.

## Lage
Der Wolkenkratzer befindet sich in Midtown Manhattan an der Westseite der Seventh Avenue zwischen der West 41st und West 42nd Street am Südende des Times Square. Direkter Nachbar ist das New Amsterdam Theatre. Weitere bekannte Nachbargebäude sind der Times Square Tower, der 3 Times Square und das Hochhaus One Times Square mit dem Zeitball Times Square Ball.

## Beschreibung
5 Times Square wurde von dem Architekturbüro Kohn Pedersen Fox entworfen und von 1999 bis 2002 errichtet. Der Wolkenkratzer ist 175,3 Meter (575 Fuß) hoch und besitzt 40 Etagen. Das Bauwerk hat eine Glas-Vorhangfassade mit diagonal angebrachten Glas- und Silber-Paneelen, die die diagonale Route Broadways im Straßenraster von Manhattan symbolisieren. Bis 2022 waren von dem Unternehmen Ernst & Young an der Turmspitze das Logo und an der Nordostecke ein Leuchtschild mit dem Firmenschriftzug angebracht. Seitdem trägt das Leuchtschild den Namen des Technologieunternehmens und Mieters Roku. An der Südostecke nimmt das Seafood-Restaurant Red Lobster drei Geschosse ein. An der Basis sind im Bereich der 7th Avenue sowie West 42nd Street großflächige LED-Werbetafeln installiert. Der offizielle Name des Büroturms ist 5 Times Square.
An der West 41st und West 42nd Street befinden sich im Erdgeschoss je ein Zugang zur Station Times Square–42 Street der IRT Broadway–Seventh Avenue Line der New York City Subway. Sie wird von den U-Bahn-Linien  bedient.

## Geschichte
Die New York City Economic Development Corporation (NYCEDC) veranlasste Ende der 1990er Jahre eine Neubebauung des südlichen Times Square im Bereich Broadway/7th Avenue/West 42nd Street mit vier neuen Wolkenkratzern und ist zugleich deren Besitzer. Boston Properties erwarb von NYCEDC ein Grundstück mit einem langjährigen Pachtvertrag und ließ mit 5 Times Square eines der vier neuen Wolkenkratzer erbauen. Als Ankermieter zog 2002 das britische Wirtschaftsunternehmen Ernst & Young ein.
Boston Properties verkaufte 2006 den Pachtvertrag an AVR Realty, die ihn 2014 an den Immobilieninvestor David Werner weiterverkaufte. 2016 erwarb das Immobilien- und Infrastrukturunternehmen RXR Realty 50 % des Pachtvertrages. 2020 bis 2022 erfuhr das Gebäude eine Renovierung, bei der unter anderem die Werbetafeln neu gestaltet wurden. 2022 zog Ernst & Young in den Wolkenkratzer One Manhattan West um, im selben Jahr bezog Roku acht Etagen des Gebäudes. Seit 2024 hat das Gebäude bis zu 80 % Leerstand.
Ab Ende 2025 erfolgt mit der Genehmigung der Empire State Development Corporation (ESD) eine Renovierung und Umgestaltung von 5 Times Square durch das Architekturbüro Gensler zu einem Wohngebäude mit 1250 Mietwohnungen. Darunter befinden sich 313 dauerhaft mietgeminderte Apartments. Die Umgestaltung ist Teil des von Bürgermeister Eric Adams ins Leben gerufene Manhattan Plans sowie der Generalprojektentwicklung 42nd Street von ESD, um in den nächsten zehn Jahren 100.000 neue Wohnungen in Manhattan zu schaffen.

## Galerie

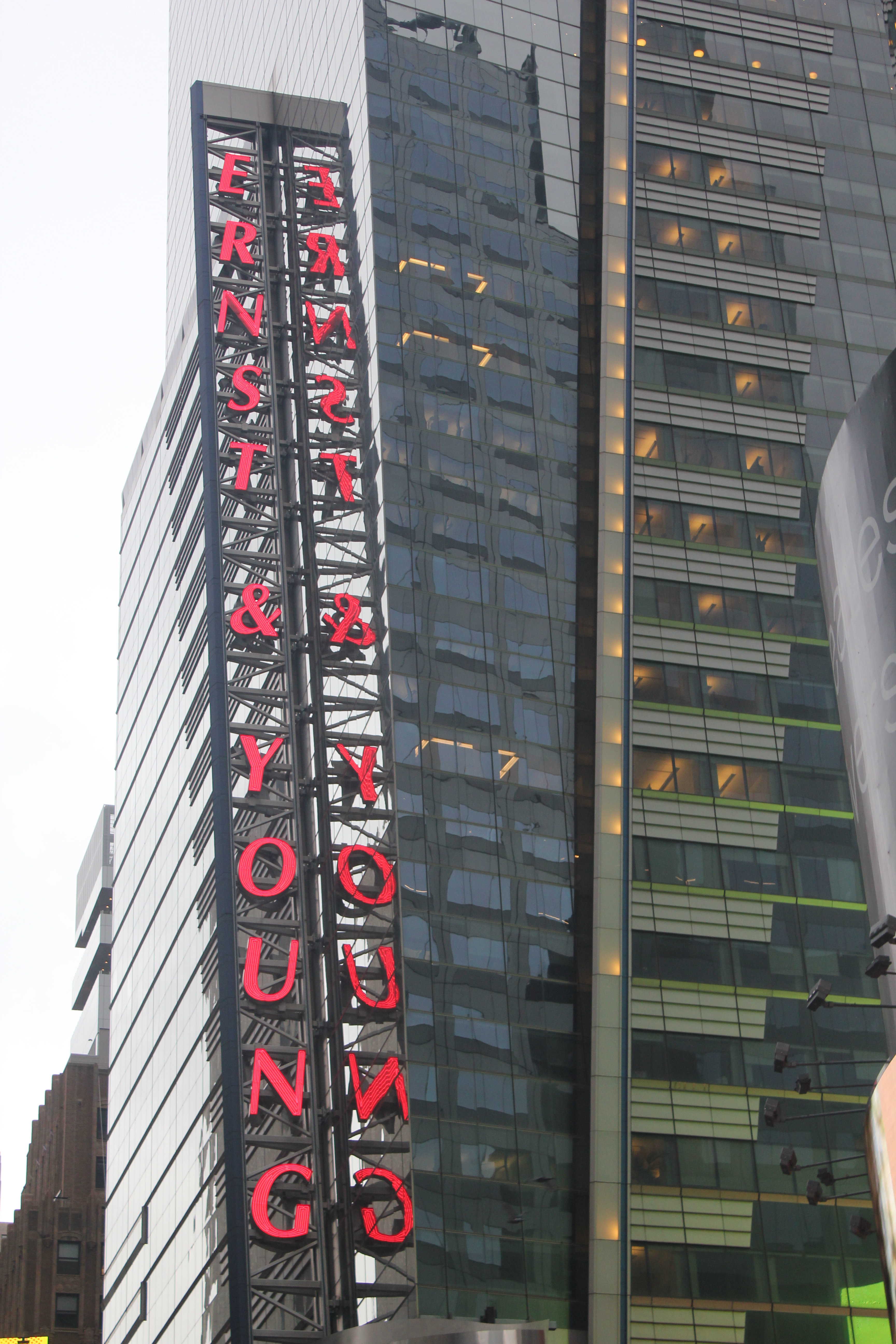
Einstige Leuchttafel von Ernst & Young, trägt seit 2022 den Namen Roku.
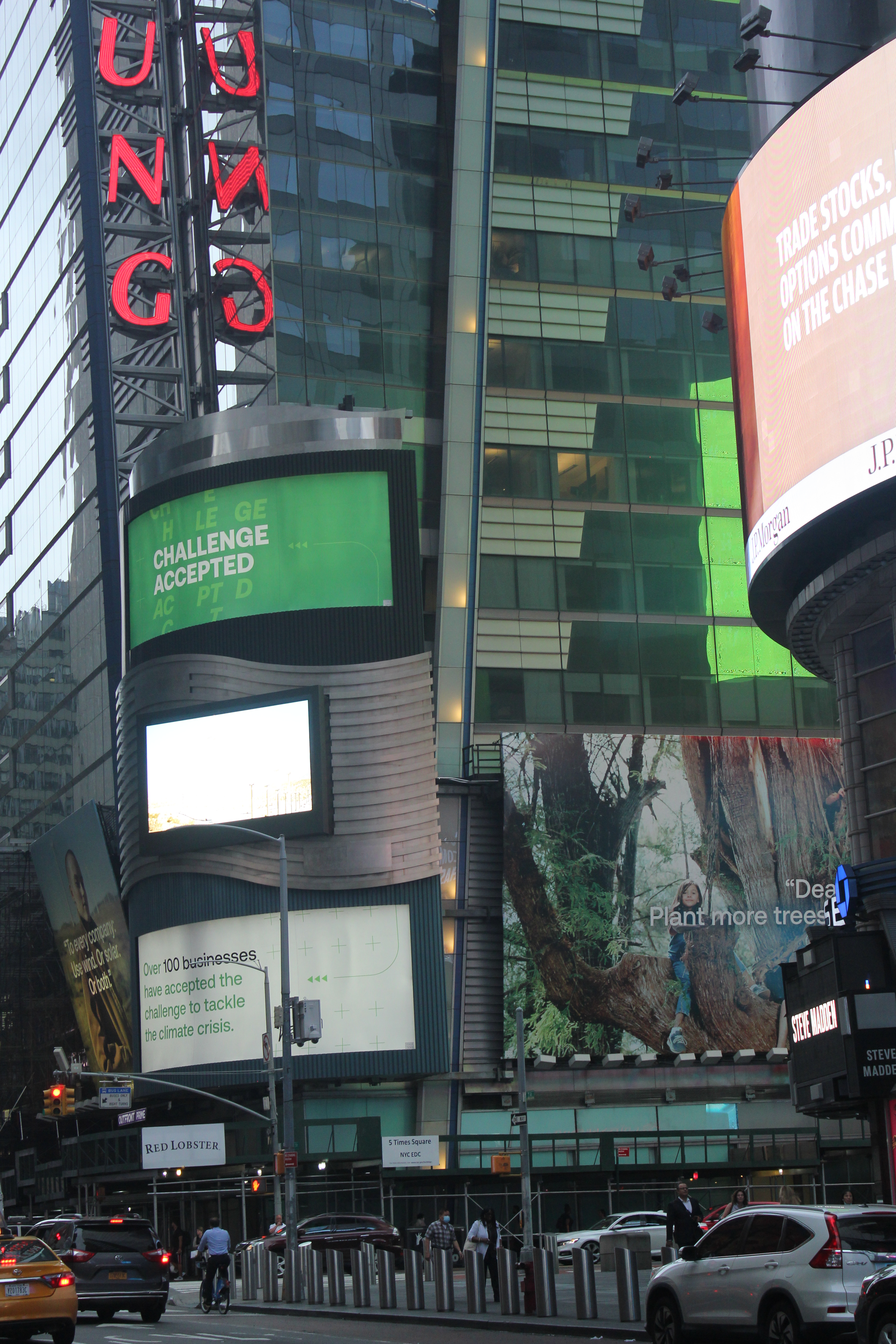
Frühere Werbetafeln an der Nordostecke (2021).
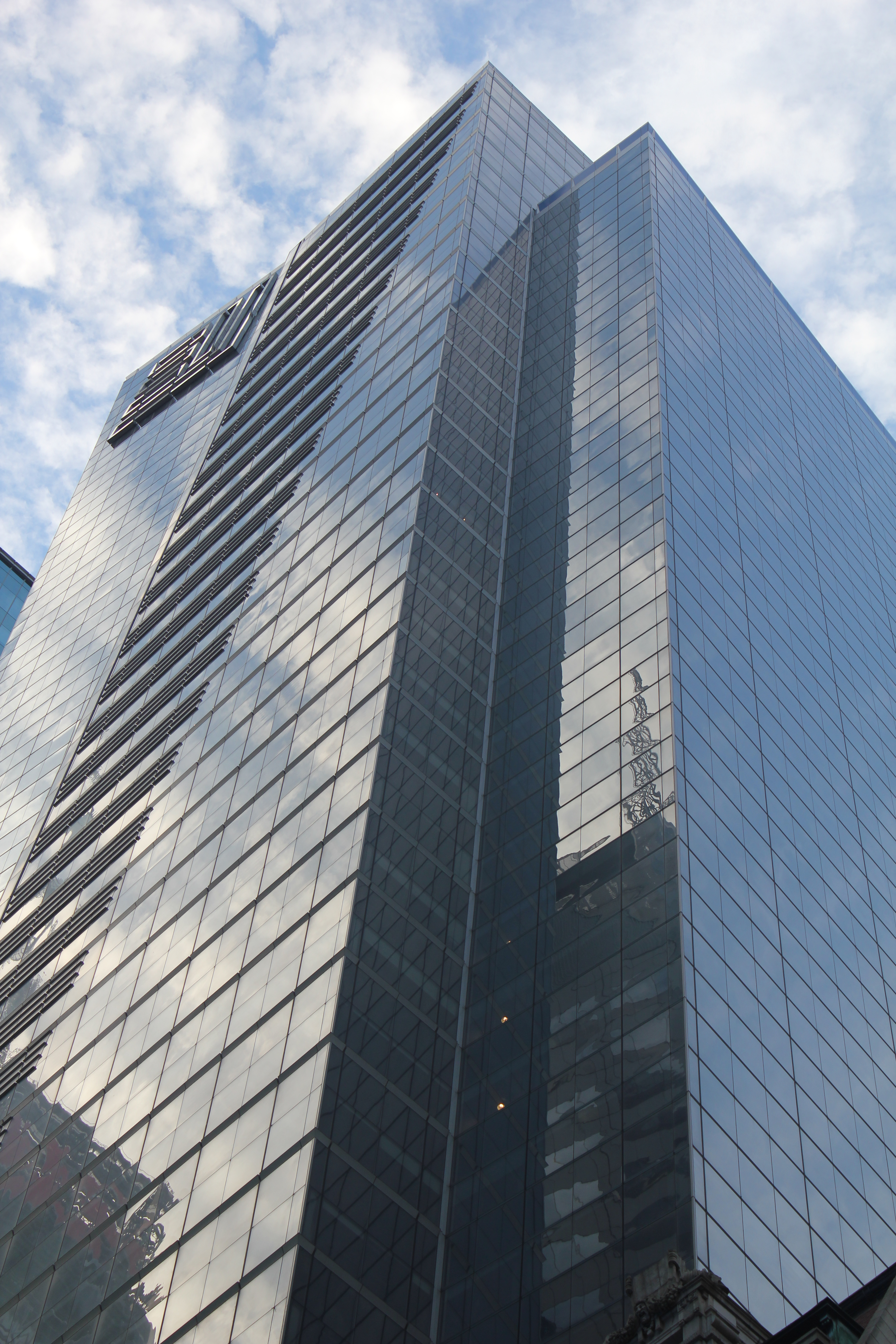
Die Fassaden an der Nord- und Westseite.
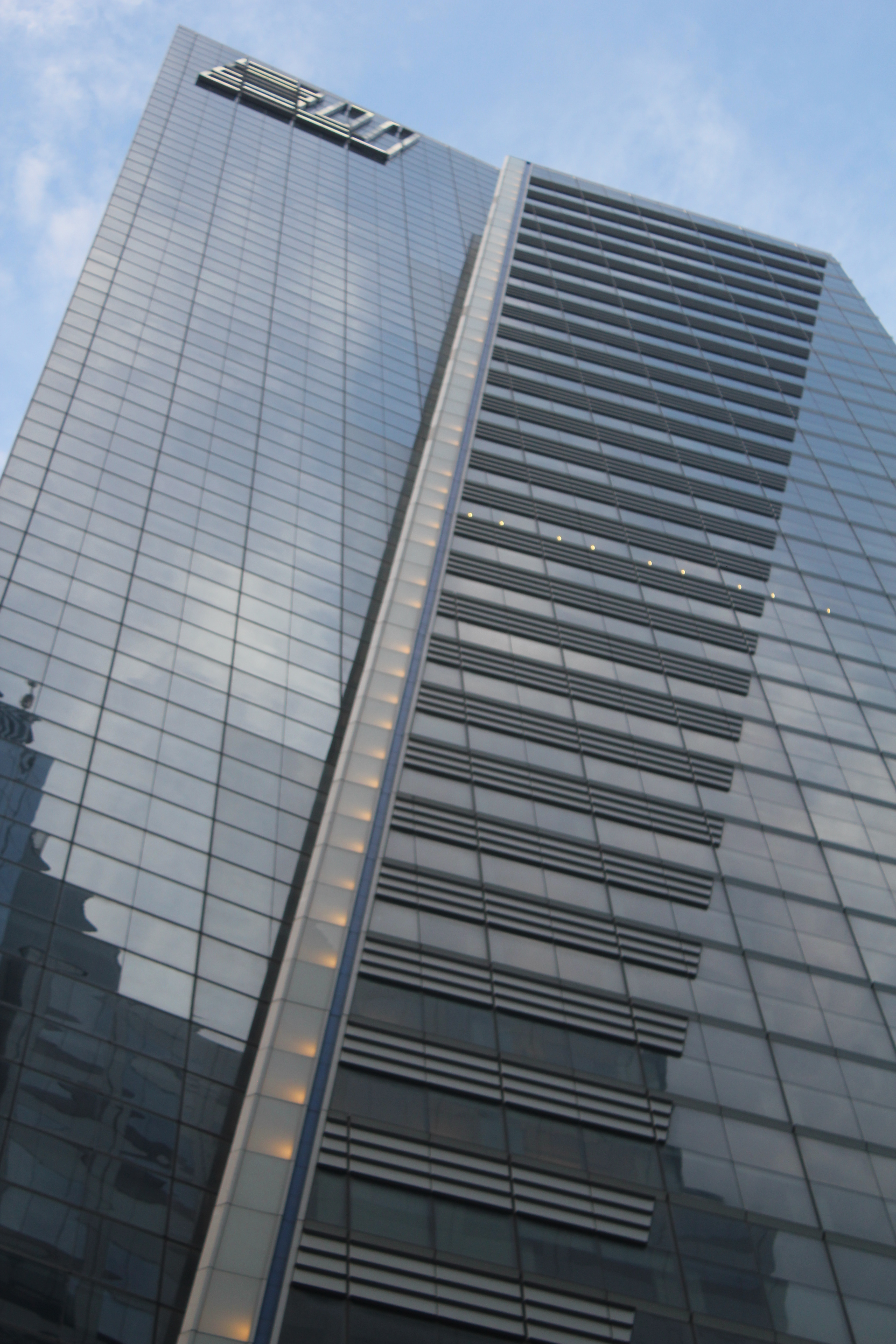
Fassade mit Broadway-Symbolik und EY-Logo.